# Мелхиседек (Заболотский)
Архимандри́т Мелхиседе́к (в миру Михаил Григорьевич Заболотский; 1754—1794) — священнослужитель Русской Православной Церкви, архимандрит; Ректор Троицкой Семинарии и Славяно-греко-латинской Академии, Наместник Троице-Сергиевой Лавры.

## Биография
Родился в селе Махра Рождественской волости Переславского уезда в 1754 г., в семье священника Григория Иванова, происходившего из села Заболотье (Шуромский стан) Переславского уезда. Родная сестра Мелхиседека Ксения была матерью митрополита Санкт-Петербургского Никанора (Клементьевского). С января 1765 г. по 1776 г. обучался в Троицкой лаврской семинарии, оставлен при ней учителем катехизиса, позже — географии, философии. 5 августа 1777 г. принял монашество в Троицком соборе Лавры, в марте 1778 г.- рукоположен в иеромонахи митрополитом Московским Платоном (Левшином) в Трапезной храме Лавры.
12 декабря 1783 г. (вместо Аполлоса (Байбакова)) ректором Троицкой семинарии (до 1785 г.) и наместником Троицкой Лавры (до мая 1787 г.) был назначен иеромонах Мелхиседек. В 1787 году переведён настоятелем Высоко-Петровского монастыря Москвы, но почти сразу отправлен на череду священнослужения и проповеди при Императорском Дворе в Санкт-Петербург, откуда вернулся спустя год, уже в статусе настоятеля Заиконоспасского монастыря и Ректора Славяно-греко-латинской Академии, находясь на этой должности до 1791 года.
В 1789 г. архимандриту Мелхиседеку был поручен в управление Саввино-Сторожевский ставропигиальный монастырь.
В связи с болезнью, в октябре 1791 году был освобождён от должности ректора Академии и переведен в Высоко-Петровский монастырь. В марте 1792 г. Мелхиседек был снова назначен настоятелем Сторожевского монастыря и присутствующим в Московской духовной консистории. Неоднократно участвовал в Богослужениях в соборах Московского Кремля, где произносил проповеди.
Скончался 13 (по другим данным 31) августа 1794 года. Отпет в Высоко-Петровском монастыре, похоронен в Савинно-Сторожевском монастыре (по другим сведениям — в Петровском)

## Труды
В начале 1780-х гг. М. Заболотский, «возымев несколько свободное время от публичных дел», предпринял перевод сочинения католического кардинала-иезуита Роберта Беллармина (Robertus Franciscus Bellarminus) «Руководство к богопознанию», которое было издано в 1783 г. в Университетской типографии Н. Новикова и посвящено Платону (Левшину). В предисловии Мелхиседек отмечал: «Неусыпно стараетесь Вы более и более распространить свет истинного Богопознания, подают мне смелость посвятить перевод сей имени Вашего Высокопреосвященства…Сильнейшим горю желанием публично возблагодарить за отеческие ваши благотворения и милости, какими я под покровительством Вашего Высокопреосвященства с самых младых лет, находясь в здешнем училище, имею счастие пользоваться. Правда, приношение сие не может соразмерно быть великим Вашим благодеяниям».